# Timirjasewo (Kaliningrad, Bagrationowsk)
Timirjasewo (russisch Тимирязево, deutsch Rauschnick, Paplauken und Newecken, litauisch Raušininkai,  Paplaukiai und Nevėkiai) ist der gemeinsame Name dreier ursprünglich selbständiger Orte in der russischen Oblast Kaliningrad (Gebiet Königsberg (Preußen)). Sie gehören zur Pogranitschnoje selskoje posselenije (Landgemeinde Pogranitschny (Hermsdorf)) mit Sitz in Sowchosnoje (Rippen) im Rajon Bagrationowsk (Kreis Preußisch Eylau).

## Geographische Lage
Timirjasewo liegt acht Kilometer nordöstlich der früheren Kreisstadt Mamonowo (Heiligenbeil) an der russischen Fernstraße A 194 (frühere deutsche Reichsstraße 1). Die nächste Bahnstation ist Snamenka Nowaja (Groß Hoppenbruch) an der Strecke von Kaliningrad (Königsberg) über Mamonowo nach Polen (frühere Preußische Ostbahn).

## Geschichte

### Bis 1945

#### Rauschnick
Der einst Rauschnick (vor 1620 Rauschnicken) genannte Ort wurde 1352 erstmals erwähnt und bestand vor 1945 in der Hauptsache aus einem Gut und Waldhaus. 1874 kam das Dorf in den neu errichteten Amtsbezirk Quilitten, der zum Landkreis Heiligenbeil im Regierungsbezirk Königsberg der preußischen Provinz Ostpreußen gehörte. Im Jahre 1910 zählte das Gutsdorf 60 Einwohner.
Am 30. September 1928 verlor Rauschnick seine Eigenständigkeit und wurde in die Landgemeinde Königsdorf eingegliedert. Infolge des Zweiten Weltkrieges kam Rauschnick 1945 mit dem nördlichen Ostpreußen zur Sowjetunion und erhielt 1950 die russische Bezeichnung Timirjasewo.

#### Paplauken
Das etwas kleinere Gutsdorf Paplauken hieß früher Pappelauk (um 1406), Pappelauken (vor 1437), Paplawcken (vor 1785) und Paplaucken (vor 1820) und erfuhr 1406 seine erste Erwähnung. Das Gutsdorf wurde 1874 in den Amtsbezirk Quilitten  eingegliedert und gehörte somit zum Landkreis Heiligenbeil im Regierungsbezirk Königsberg der preußischen Provinz Ostpreußen. Im Jahre 1910 zählte Paplauken 42 Einwohner.
Am 30. September 1928 wurde Paplauken nach Qulitten eingemeindet. 1945 kam das Dorf wie das ganze nördliche Ostpreußen zur Sowjetunion und erhielt 1950 wie Rauschnick die russische Bezeichnung Timirjasewo.

#### Newecken
Der älteste der drei Ortsteile Timirjasewos ist das früher Newecken. genannte Gutsdorf. Bereits 1300 fand es seine erste Erwähnung, damals noch unter dem Namen Wald Werzo, später auch Nawecken (vor 1365) und Nawekeyn (vor 1785) genannt. Wie die beiden Nachbarorte kam auch Newecken 1874 in den Amtsbezirk Quilitten im Landkreis Heiligenbeil und Regierungsbezirk Königsberg der preußischen Provinz Ostpreußen. Hier lebten 1910 36 Ortseinwohner.
Am 30. September 1928 kam Newecken zur Gemeinde Groß Hoppenbruch und wurde 1945 wie die Nachbarorte im nördlichen Ostpreußen in die Sowjetunion überführt. 1950 erhielt Newecken wie die beiden Nachbardörfer die russische Bezeichnung Timirjasewo.

### Seit 1950
Die drei ehemaligen Ortschaften Rauschnick, Paplauken und Newecken bilden seit 1950 eine gemeinsame Ortschaft, die bis zum Jahre 2009 in den Pjatidoroschni selski sowjet (Dorfsowjet Pjatidoroschnoje (Bladiau)) eingegliedert war. Aufgrund einer kommunalen Neuordnung der Oblast Kaliningrad wurde Timirjasewo 2009 eine als „Siedlung“ (russisch: possjolok) deklarierte Ortschaft innerhalb der neu gebildeten Pogranitschnoje selskoje posselenije (Landgemeinde Pogranitschny), die ihren Amtssitz in Sowchosnoje hat und zum Rajon Bagrationowsk gehört.

## Kirche

### Bis 1945
Die Bevölkerung der drei ostpreußischen Gutsdörfer Rauschnick, Paplauken und Newecken war vor 1945 fast ausnahmslos evangelischer Konfession. Waren Rauschnick und Paplauken damals in das Kirchspiel Bladiau eingepfarrt, so gehörte Newecken zum Kirchspiel Balga. Beide Kirchspiele waren in den Kirchenkreis Heiligenbeil innerhalb der Kirchenprovinz Ostpreußen der Kirche der Altpreußischen Union eingegliedert.

### Seit 1946
Während der Zeit der Sowjetunion war kirchliches Leben aufgrund staatlicher Repressalien stark eingeschränkt. Erst in den 1990er Jahren bildeten sich in der Oblast Kaliningrad neue evangelische Gemeinden. Die Timirjasewo am nächsten liegende ist die in Mamonowo, die ihrerseits eine Filialgemeinde der Auferstehungskirche in Kaliningrad ist. Sie gehört zur ebenfalls neu gebildeten Propstei Kaliningrad innerhalb der Evangelisch-lutherischen Kirche Europäisches Russland (ELKER).